# Igor Łarionow (ur. 1998)
Igor Igoriewicz Łarionow, ros. Игорь И́горевич Ларионов (ur. 24 sierpnia 1998 w Detroit) – rosyjski hokeista.
Ojciec Igora (ur. 1960), także hokeisty.

## Kariera
- Honeybaked 13U AAA (2011-2012)
- Honeybaked 14U AAA (2012-2013)
- Honeybaked 16U AAA (2013-2014)
- Honeybaked 18U AAA (2014-2016)
- Quebec Remparts (2016-2017)
- Windsor Spitfires (2017-2018)
- Muskegon Lumberjacks (2018-2019)
- SKA-Niewa (2019/2020)
- Kunlun Red Star (2020-2021)
- Mora IK (2021-2022)
- Torpedo Niżny Nowogród (2022-2025)

Urodził się w Stanach Zjednoczonych (jego ojciec bł wtedy zawodnikiem Detroit Red Wings w NHL). Karierę juniorską rozwijał w kanadyjskich rozgrywkach OHL i QMJHL w ramach CHL), a potem w amerykańskich USHL.
W listopadzie 2019 został zawodnikiem rosyjskiej drużyny SKA-Niewa w rozgrywkach WHL (zagrał dwa mecze). W październiku 2020 został zaangażowany przez chiński klub Kunlun Red Star z rozgrywek KHL (rozegrał 5 spotkań). Od grudnia 2021 do lutego 2022 reprezentował szwedzki zespół Mora IF. Od 2022 do 2025 był zawodnikiem Torpedo Niżny Nowogród w KHL (w tym samym okresie trenerem drużyny był jego ojciec Igor).